# Desmosoma brevipes
Desmosoma brevipes är en kräftdjursart som beskrevs av Nordenstam 1933. Desmosoma brevipes ingår i släktet Desmosoma och familjen Desmosomatidae. Inga underarter finns listade i Catalogue of Life.